# Gunnar Jansson (Leichtathlet)

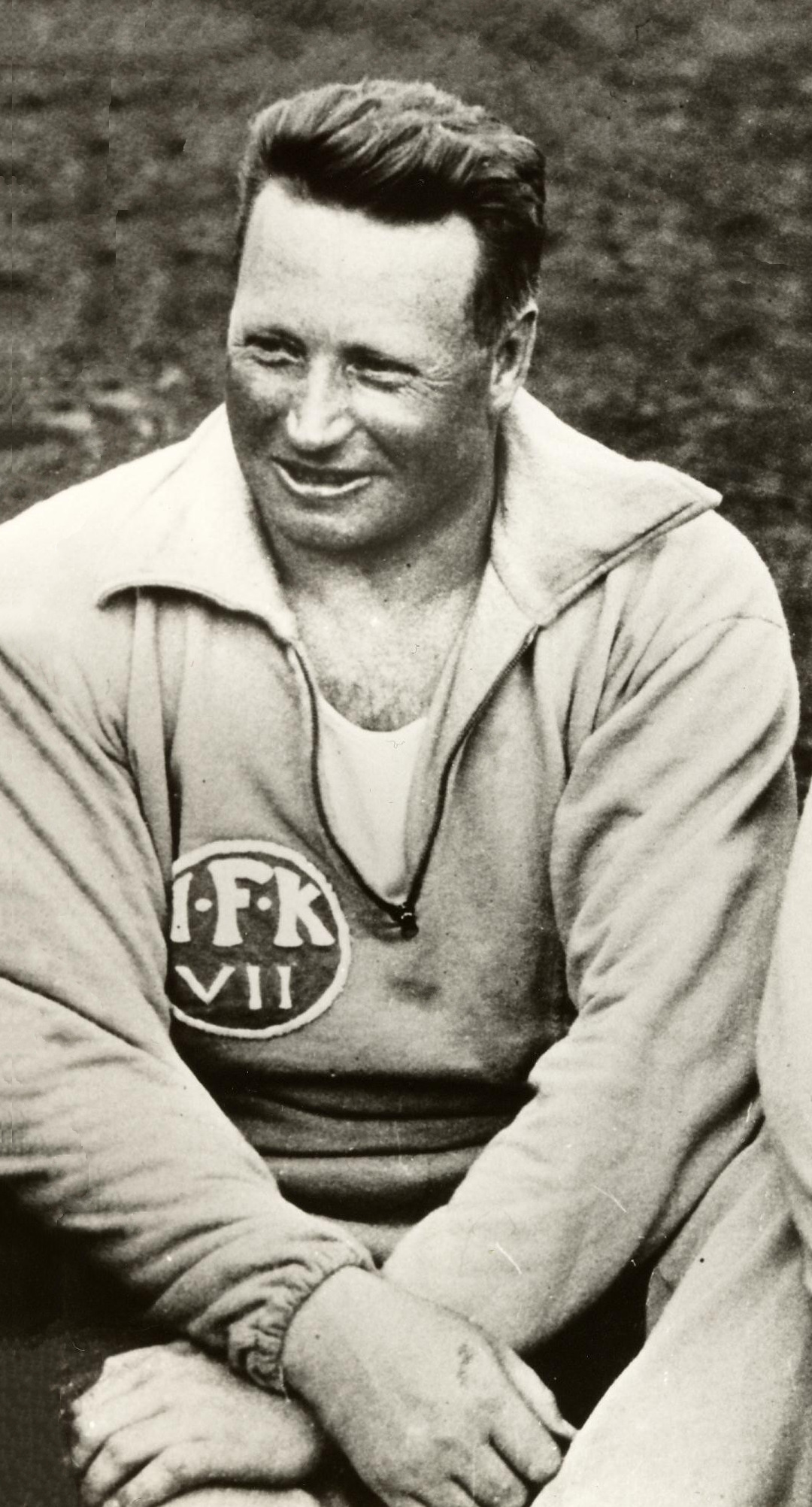
Gunnar Jansson in den 1930ern

Gunnar Jansson (Johan Gunnar Jansson; * 13. Oktober 1897 in Fellingsbro, Lindesberg; † 15. Dezember 1953 in Eskilstuna) war ein schwedischer Hammerwerfer.
Bei den Olympischen Spielen 1932 in Los Angeles wurde er Siebter, bei den Leichtathletik-Europameisterschaften 1934 in Turin gewann er Bronze, und bei den Olympischen Spielen 1936 in Berlin wurde er Zwölfter.
Fünfmal wurde er Schwedischer Meister im Hammerwurf (1931, 1933–35, 1937) und achtmal im Gewichtweitwurf (1929–31, 1933–35, 1937, 1938). Seine persönliche Bestleistung im Hammerwurf von 53,41 m stellte er am 14. September 1935 in Malmö auf.